# Aplocera annexata
Aplocera annexata är en fjärilsart som beskrevs av Freyer 1830. Aplocera annexata ingår i släktet Aplocera och familjen mätare. Inga underarter finns listade i Catalogue of Life.